# Chochłowo (obwód omski)
Chochłowo (ros. Хохлово) – wieś (sieło) w Rosji, w obwodzie omskim, w rejonie sargackim. W 2021 liczyła 584 mieszkańców.